# Équipe du Qatar masculine de handball aux Jeux olympiques d'été de 2016
Cet article relate le parcours de l'Équipe du Qatar masculine de handball lors des Jeux olympiques de 2016 organisé au Brésil. Il s'agit de la 1re participation du Qatar aux Jeux olympiques.
Quatrième de la poule A, le Qatar est qualifié pour les quarts de finale où il est éliminé par l'Allemagne.

## Maillots
L'équipe du Qatar porte pendant les Jeux de Rio de Janeiro un maillot confectionné par l'équipementier Kempa.
| Couleurs | Marron et blanc |
| Marque   | Kempa           |
| Domicile | Extérieur       |

## Matchs de préparation
| Équipe 1 | Résultat | Équipe 2 |
| -------- | -------- | -------- |
| Qatar    | 24-20    | Pologne  |
| Qatar    | 29-26    | Pologne  |

## Effectif
| Sélectionneur            | Sélectionneur      | Valero Rivera            | Valero Rivera | Valero Rivera | Valero Rivera      |
| N°                       | Nom                | Date de naissance et âge | Sél. (buts)   | Club          | Autre nationalité  |
| Gardiens de but          |                    |                          |               |               |                    |
| 12                       | Danijel Šarić      | 27 juin 1977             | 22 (0)        | FC Barcelone  | Bosnie-Herzégovine |
| 16                       | Goran Stojanović   | 24 février 1977          | 37 (0)        | El Jaish SC   | Monténégro         |
| Ailiers                  |                    |                          |               |               |                    |
| 11                       | Abdulrazzaq Murad  | 29 juin 1990             | 72 (169)      | Al-Gharafa SC | -                  |
| 13                       | Eldar Memišević    | 21 juin 1992             | 100 (196)     | El Jaish SC   | Bosnie-Herzégovine |
| 15                       | Nasreddine Megdich | 29 août 1991             | 16 (27)       | Al Rayyan     | -                  |
| Arrières et Demi-centres |                    |                          |               |               |                    |
| 1                        | Žarko Marković     | 1er juin 1986            | 22 (152)      | El Jaish SC   | Monténégro         |
| 4                        | Hassan Mabrouk     | 29 juillet 1982          | 30 (64)       | El Jaish SC   | Égypte             |
| 5                        | Marko Bagarić      | 31 décembre 1985         | 13 (25)       | Al Rayyan     | Croatie            |
| 7                        | Bertrand Roiné     | 17 février 1981          | 40 (70)       | Lekhwiya SC   | France             |
| 9                        | Rafael Capote      | 5 octobre 1987           | 34 (131)      | El Jaish SC   | Cuba               |
| 25                       | Kamalaldin Mallash | 1er janvier 1992         | 62 (109)      | El Jaish SC   | Syrie              |
| 94                       | Ameen Zakkar       | 15 juin 1994             | 35 (62)       | Al Rayyan     | -                  |
| Pivot                    |                    |                          |               |               |                    |
| 14                       | Bassel Alrayes     | 4 mars 1979              | 39 (146)      | Al Rayyan     | Syrie              |
| 19                       | Borja Fernández    | 25 décembre 1981         | 34 (79)       | Al-Qiyada     | Espagne            |

## Résultats

### Résultats détaillés
Remarque : toutes les heures sont locales (UTC−3). En Europe (UTC+2), il faut donc ajouter 5 heures.

#### Groupe A

##### Classement
|   | Équipe    | Pts | J | G | N | P | Bp  | Bc  | Diff | Dép |
| - | --------- | --- | - | - | - | - | --- | --- | ---- | --- |
| 1 | Croatie   | 8   | 5 | 4 | 0 | 1 | 147 | 134 | 13   | +1  |
| 2 | France    | 8   | 5 | 4 | 0 | 1 | 152 | 126 | 26   | -1  |
| 3 | Danemark  | 6   | 5 | 3 | 0 | 2 | 136 | 127 | 9    | -   |
| 4 | Qatar     | 5   | 5 | 2 | 1 | 2 | 122 | 127 | -5   | -   |
| 5 | Argentine | 2   | 5 | 1 | 0 | 4 | 110 | 126 | -16  | -   |
| 6 | Tunisie   | 1   | 5 | 0 | 1 | 4 | 118 | 145 | -27  | -   |

|  | Qualifié pour les quarts de finale                                                                                     |
|  | Éliminé |
|  | Pts points ; J joués ; G victoires ; N nuls ; P défaites BP buts marqués ; BC buts encaissés ; Diff différence de buts |

| 7 août 2016 9 h 30 | Croatie  | 23 - 30  | Qatar       | Future Arena, Rio de Janeiro Arbitrage : Raluy López, Sabroso Ramírez |
| 7 août 2016 9 h 30 | Štrlek 5 | (8 - 15) | Marković 10 | Future Arena, Rio de Janeiro Arbitrage : Raluy López, Sabroso Ramírez |
| 7 août 2016 9 h 30 | ×3 ×5 ×6 | Rapport  | ×1          | Future Arena, Rio de Janeiro Arbitrage : Raluy López, Sabroso Ramírez |

| 9 août 2016 9 h 30 | Qatar                       | 20 - 35   | France  | Future Arena, Rio de Janeiro Arbitrage : Horáček, Novotný |
| 9 août 2016 9 h 30 | Marković, Capote, Bagarić 4 | (13 - 16) | Abalo 7 | Future Arena, Rio de Janeiro Arbitrage : Horáček, Novotný |
| 9 août 2016 9 h 30 | ×3                          | Rapport   | ×2 ×4   | Future Arena, Rio de Janeiro Arbitrage : Horáček, Novotný |

| 11 août 2016 9 h 30 | Tunisie     | 25 - 25   | Qatar     | Future Arena, Rio de Janeiro Arbitrage : Hansen, Gjeding |
| 11 août 2016 9 h 30 | Boughanmi 8 | (12 - 11) | Capote 12 | Future Arena, Rio de Janeiro Arbitrage : Hansen, Gjeding |
| 11 août 2016 9 h 30 | ×2 ×6       | Rapport   | ×2 ×5     | Future Arena, Rio de Janeiro Arbitrage : Hansen, Gjeding |

| 13 août 2016 14 h 40 | Danemark | 26 - 25   | Qatar      | Future Arena, Rio de Janeiro Arbitrage : Rashed, El-Sayed |
| 13 août 2016 14 h 40 | Svan 7   | (14 - 14) | Marković 7 | Future Arena, Rio de Janeiro Arbitrage : Rashed, El-Sayed |
| 13 août 2016 14 h 40 | ×4 ×5 ×1 | Rapport   | ×3         | Future Arena, Rio de Janeiro Arbitrage : Rashed, El-Sayed |

| 15 août 2016 21 h 50 | Qatar               | 22 - 18  | Argentine | Future Arena, Rio de Janeiro Arbitrage : Raluy López, Sabroso Ramírez |
| 15 août 2016 21 h 50 | Capote, Memišević 4 | (12 - 9) | Simonet 5 | Future Arena, Rio de Janeiro Arbitrage : Raluy López, Sabroso Ramírez |
| 15 août 2016 21 h 50 | ×3 ×4               | Rapport  | ×4        | Future Arena, Rio de Janeiro Arbitrage : Raluy López, Sabroso Ramírez |

#### Quart de finale
| 17 août 2016 13 h 30 | Allemagne                      | 34 - 22   | Qatar    | Future Arena, Rio de Janeiro Affluence : 7 518 Arbitrage : Lah, Sok |
| 17 août 2016 13 h 30 | Gensheimer, Reichmann, Wiede 5 | (16 - 12) | Capote 9 | Future Arena, Rio de Janeiro Affluence : 7 518 Arbitrage : Lah, Sok |
| 17 août 2016 13 h 30 | ×3 ×5                          | Rapport   | ×3 ×1    | Future Arena, Rio de Janeiro Affluence : 7 518 Arbitrage : Lah, Sok |

## Statistiques et récompenses

### Récompenses
Aucun joueur n’est retenu dans l’équipe-type de la compétition.

### Buteurs
Avec 40 buts marqués sur 66 tirs, Rafael Capote est le 6e meilleur buteur de la compétition.
Avec 33 buts marqués sur 70 tirs, Žarko Marković est le 9e meilleur buteur de la compétition.

### Gardiens de buts
Avec 35,0 % d’arrêts (55 arrêts sur 157 tirs), Danijel Šarić est le 2e meilleur gardien de but de la compétition.